# Julia Reinprecht
Julia Reinprecht (Filadelfia, 12 de julio de 1991) es una exjugadora estadounidense de hockey sobre césped.

## Trayectoria
Reinprecht tuvo su primera participación olímpica con la selección de Estados Unidos en los Juegos Olímpicos de Londres 2012. Jugó la World League en 2013 y 2015. En 2014 jugó el Mundial de La Haya, donde terminó en primera posición de su grupo, pero perdió por penales contra Australia en semifinales y contra Argentina en el partido por el tercer puesto. En el Champions Trophy 2016 obtuvo el tercer puesto del torneo al derrotar a Australia. En los Juegos Olímpicos de Río 2016 terminó segunda en su grupo y avanzó a cuartos de final, pero perdió contra Alemania.